# Genesis Energy Nyrt.
A Genesis Energy NyRt. a Novotrade Rt. átalakulásával jött létre 2006-ban. A korábban szoftverfejlesztéssel és elektronikus könyvkereskedéssel is foglalkozó Novotrade egy nemzetközi napelem-gyártó konszern létrehozásának céljával stratégiai partnerségre lépett a Genesis Technology Fund-dal, felvéve annak nevét is.
A projekt célja egy olyan multinacionális cég felépítése, amely néhány éven belül az új generációs vékonyfilm-technológiával készülő napelemek nagyipari gyártása révén vezető szereplővé válhat a napelempiacon. A terv nem valósult meg, és a cég először Genesis Érc- és Ásványfeldolgozó Befektetési Nyrt. néven, majd pár hónappal később Hun Mining Érc- és Ásványfeldolgozó Befektetési Nyrt. néven folytatta tevékenységét.
Az utódcég 2015-ben került felszámolás alá, számos párhuzamos jogi eljárás mellett.

## Külső hivatkozások
- Genesis Energy NyRt.
- Genesis Nyrt. csalás gyanús tőkemelésének ügye. Tőzsdei Egyéni Befektetők Érdekvédelmi Szövetsége, 2015. szeptember 1. (Hozzáférés: 2017. február 23.)